# Xylophis perroteti
Espèce
Synonymes
- Platypteryx perroteti Duméril, Bibron & Duméril, 1854
- Rhabdosoma microcephalum Günther, 1858

Statut de conservation UICN

 LC  : Préoccupation mineure
Xylophis perroteti est une espèce de serpents de la famille des Xenodermatidae. 

## Répartition
Cette espèce est endémique des Ghâts occidentaux en Inde. Elle se rencontre au Kerala et au Tamil Nadu au-dessus de 1 500 m d'altitude.

## Description
Xylophis perroteti mesure jusqu'à 630 mm.

## Étymologie
Cette espèce est nommée en l'honneur de Samuel Perrottet (1793-1870).

## Publication originale
- Duméril, Bibron & Duméril, 1854 : Erpétologie générale ou histoire naturelle complète des reptiles. Tome septième. Première partie, p. 1-780 (texte intégral).